# Babis Spur
Der Babis Spur ist ein Felssporn in der antarktischen Ross Dependency. Er ragt im südlichen Teil der Nash Range in einer Entfernung von 10 km westlich des Kap Wilson auf.
Der United States Geological Survey kartierte die Formation anhand von Tellurometervermessungen und Luftaufnahmen der United States Navy zwischen 1960 und 1962. Das Advisory Committee on Antarctic Names benannte den Felssporn nach William A. Babis (1923–1982), Ozeanograph des United States Antarctic Research Program auf den Eisbrechern USCGC Eastwind (1962–1962) und USCGC Burton Island (1963–1964).